# Shō Taikyū
Shō Taikyū,  (尚泰久?, Shō Taikyū) (1415 – 1460), è stato un re giapponese.

## Biografia
Fu un sovrano del regno delle Ryūkyū (1454-1460), il quinto in linea dinastica della famiglia Shō. Durante il suo regno furono costruiti molti templi buddisti e venne fusa la Campana ponte delle nazioni (万国津梁の鐘?, Bankoku shinryō no kane), che diverrà uno dei simboli del regno delle Ryūkyū.